# Надеждовка (Белгородская область)
Надеждовка — село в Алексеевском районе (с 2018 года — городском округе) Белгородской области, входило в состав Иващенковского сельского поселения.

## Описание
Расположено в восточной части области, в 29 км к востоку от районного центра, города Алексеевки, у границы с Острогожским районом Воронежской области. В селе одна улица — Медовая, на которой расположено несколько частных домов и небольшая база отдыха (строительство начато в августе 2012 года ЗАО «Алексеевский Бекон»); также имеется пруд.

## История
В середине XIX века хутор принадлежал полковнику Филиппу Казимировичу Дерожинскому, который имел золотую саблю «За храбрость», полученную в Отечественную войну 1812 года; назван по имени жены владельца Надежды (в девичестве Гардениной). Их сын, Валериан Филиппович Дерожинский, прославился на военной службе и погиб при защите Шипкинского перевала. Дзерожинские (Дерожинские) — один из древних польских родов (в польских летописях встречается в 1500-е годы).
По состоянию на 1859 год на владельческом хуторе Бражный (Бражин, Надеждовка) 1 стана Бирюченского уезда Воронежской губернии при пруде в 12 дворах проживало 163 человека (78 мужчин и 85 женщин).
Упоминается в памятной книжке Воронежской губернии за 1887 год как сельцо Надеждовка (Брижин, Дерегринский) Иващенковской волости Бирюченского уезда. Число жителей обоего пола — 137, число дворов — 28.
По подворной переписи 1890 года на хуторе Надеждовка (Надеждинка, Бражнев, Бражин, Держинский тож) проживало 179 крестьян-собственников (91 мужчина, 88 женщин) в 27 хозяйствах (из них одно безземельное и бездомовое), а также 16 человек (9 мужчин, 7 женщин) в 3 сторонних хозяйствах. Всего было 12 грамотных и учащихся (все — мужского пола). Имелось 29 жилых домов, а также 3 кустарных промышленных заведения, приносивших доход 270 рублей в год, и 2 промышленных предприятия (200 рублей в год). Из скота было 96 лошадей, 8 волов, 53 коровы и 33 телёнка, 239 овец и 47 свиней, также 6 хозяйств держали 102 улья пчёл. Количество удобной надельной земли составляло 105 десятин, из них пашни — 38,5 десятин; также 28 хозяйств арендовали 406 десятин пашни. Из сельскохозяйственного инвентаря имелись 1 плуг, 48 сох, 5 молотилок и других орудий, 51 телега; 3 хозяйства не имели инвентаря. Надельная пашня обрабатывалась своим скотом. Всего расходов у хозяйств в течение года было на 5785 рублей, доходов от продажи — 4354 рубля (в основном хлеба и скота), от промыслов (которыми занималось 23 мужчины в 16 хозяйствах; в основном сельскохозяйственных) — 659 рублей, от сдельных работ (17 хозяйств) — 445 рублей, а всего — на 5998 рублей.
По данным 1900 года на основе переписи 1897 года на хуторе Надеждовка (Дерожинка, Бражин) Надеждинского сельского общества Иващенковской волости (включая усадьбу Юлии Семёновны Дерожинской) при балке «Дальне-Полубянский яр» жило 196 человек (96 мужчин, 100 женщин, малороссы) в 31 дворе, владевшие 113,6 десятинами надельной земли. Имелось одно общественное здание и две ветряные мельницы.
С 1918 года хутор находился в составе Иващенковской волости Алексеевского уезда, с января 1923 года — в Алексеевской волости Острогожского уезда.
По переписи 1926 года на хуторе Надеждовка Пироговского сельсовета Алексеевской волости проживало 283 человека в 51 хозяйстве, была школа 1-й ступени с одним учителем.
С 1 июля 1928 года — в составе Иващенковского сельсовета Алексеевского района ЦЧО. Был образован колхоз «Новая деревня», вошедший в 1950 году в состав колхоза им. Василевского; тогда здесь было 80 дворов. А в 1954 году этот колхоз был присоединён к колхозу «Дружба» с центром в селе Иващенково.
В 1965 году селение вошло в состав Мухоудеровского сельсовета, а большинство трудоспособного населения стало работать в тамошнем колхозе «Победа». На 1 января 1971 года было зарегистрировано 163 человека в 51 дворе.
С 1986 года — вновь в составе Иващенковского сельсовета (с 1993 года — сельского округа, с 2004 года — сельского поселения).

## Население
| 2002 | 2010 |
| ---- | ---- |
| 7    | ↘1   |

С 1970-х годов население быстро падало: по переписи 1989 года — 44 человека, на 1 января 1994 года — 32 человека в 17 дворах. На 1 января 1997 года — 24 человека в 14 дворах. По переписи 2002 года — 9 человек (русские — 89 %), по переписи 2010 года — 1 человек (мужчина).